# Resultados do Carnaval de Uruguaiana em 2020
Resultados do Carnaval de Uruguaiana em 2020, foram divulgados no dia 15 de março. A Unidos da Cova da Onça foi a vencedora com o enredo Sob a Magia do Tempo - 50 Tons de Cova.

## Grupo Especial
| AGREMIAÇÃO          | Abre Alas | Abre Alas | Comissão de Frente | Comissão de Frente | Harmonia | Harmonia | Evolução | Evolução | Enredo | Enredo | Samba Enredo | Samba Enredo | Bateria | Bateria | Alegoria | Alegoria | Fantasia | Fantasia | MS e PB | MS e PB | P.  | TOTAL |
| ------------------- | --------- | --------- | ------------------ | ------------------ | -------- | -------- | -------- | -------- | ------ | ------ | ------------ | ------------ | ------- | ------- | -------- | -------- | -------- | -------- | ------- | ------- | --- | ----- |
| Apoteose do Samba   | 9,7       | 9,8       | 10                 | 9,8                | 9,6      | 9,6      | 9,9      | 10       | 9,6    | 9,6    | 9,9          | 10           | 10      | 10      | 9,5      | 9,5      | 9,5      | 9,2      | 9,8     | 9,9     | 2,0 | 192,6 |
| Deu Chucha na Zebra | 9,9       | 9,8       | 10                 | 10                 | 9,7      | 9,8      | 10       | 9,9      | 9,9    | 9,8    | 10           | 10           | 10      | 10      | 9,9      | 9,8      | 9,9      | 10       | 10      | 10      | -   | 198,4 |
| Império Serrano     | 8,0       | 8,0       | 9,8                | 9,7                | 9,1      | 9,5      | 9,8      | 9,8      | 9,2    | 9,3    | 9,9          | 10           | 10      | 9,5     | 9,5      | 8,9      | 9,0      | 9,2      | 9,9     | 10      | 5,0 | 183,1 |
| Cova da Onça        | 10        | 10        | 10                 | 10                 | 10       | 10       | 10       | 9,7      | 10     | 10     | 10           | 10           | 10      | 10      | 10       | 9,9      | 10       | 10       | 10      | 10      | -   | 199,6 |
| Ilha do Marduque    | 10        | 10        | 9,8                | 9,9                | 10       | 10       | 9,8      | 9,9      | 10     | 10     | 10           | 10           | 10      | 9,9     | 10       | 10       | 10       | 10       | 10      | 10      | -   | 199,3 |
| Bambas da Alegria   | 9,7       | 9,9       | 10                 | 10                 | 9,6      | 9,7      | 10       | 10       | 9,9    | 9,8    | 10           | 10           | 10      | 10      | 9,8      | 9,8      | 9,8      | 9,7      | 9,9     | 9,9     | -   | 197,5 |
| Imperadores do Sol  | 10        | 9,9       | 10                 | 10                 | 9,6      | 9,9      | 10       | 10       | 9,8    | 10     | 10           | 10           | 10      | 10      | 10       | 10       | 9,9      | 10       | 10      | 9,9     | -   | 199,0 |
| Os Rouxinóis        | 9,9       | 9,8       | 9,8                | 9,9                | 10       | 10       | 10       | 10       | 10     | 10     | 10           | 10           | 10      | 10      | 9,9      | 10       | 10       | 10       | 10      | 10      | 1,0 | 198,3 |

| Pos | Escolas de Samba           | Pts   | Enredo                                                                     | Classificação ou rebaixamento            | Ref;  |
| --- | -------------------------- | ----- | -------------------------------------------------------------------------- | ---------------------------------------- | ----- |
| 1   | Unidos da Cova da Onça     | 199,6 | Sob a Magia do Tempo – 50 Tons de Cova                                     | Campeã do Carnaval de 2020               | [ 1 ] |
| 2   | Unidos da Ilha do Marduque | 199,3 | Ilha da Magia                                                              | Continua no Grupo Especial em 2021       | [ 1 ] |
| 3   | Imperadores do Sol         | 199   | No Baticum da Bateria… O Corpo Balança, a Pele Arrepia!                    | Continua no Grupo Especial em 2021       | [ 1 ] |
| 4   | Deu Chucha na Zebra        | 198,4 | Abakepalô - A Nossa Aldeia Quilombo                                        | Continua no Grupo Especial em 2021       | [ 1 ] |
| 5   | Os Rouxinóis               | 198,3 | O Feitiço da Lua                                                           | Continua no Grupo Especial em 2021       | [ 1 ] |
| 6   | Bambas da Alegria          | 197,5 | Se Você Ouviu é Porque Não Acabou. O Bambas Canta a Igualdade Social       | Continua no Grupo Especial em 2021       | [ 1 ] |
| 7   | Apoteose do Samba          | 192,6 | Das Trevas Nasce a Luz! Apoteose do Samba Desvenda os Segredos do Universo | Continua no Grupo Especial em 2021       | [ 1 ] |
| 8   | Império Serrano            | 183,1 | Grandes Impérios                                                           | Rebaixada para o Grupo de Acesso em 2021 | [ 1 ] |